# Michele II di Alessandria (calcedoniano)
Papa Michele II (IX secolo – 903), è stato papa e patriarca greco-ortodosso di Alessandria e di tutta l'Africa tra l'870 e il 903.
Il suo nome di battesimo era Giovanni, ed era vescovo di Maiuma (Maioumas). Trasferito sul trono patriarcale dall'imperatore Basilio I, fu rinominato Michele in onore del suo predecessore.
Durante il suo patriarcato fu coinvolto nello scisma foziano. Nell'879 delegò un prelato di nome Cosimo al Concilio di Costantinopoli dell'879-880 per la restaurazione del patriarca di Costantinopoli Fozio sul trono, che sconfessò quanto aveva sottoscritto il prelato Gioseffo (delegato dal suo predecessore) nel Concilio di Costantinopoli dell'869-870 che lo aveva condannato.